# Brenda Helser
Brenda Mersereau Helser (San Francisco, 26 mei 1924 – Honolulu, 26 maart 2001) was een Amerikaans zwemmer.

## Biografie
Helser won tijdens de Olympische Zomerspelen van 1948  goud op de 4x100m vrije slag in een olympisch record. Op de 400 meter eindigde Helser als vijfde en op de 100 meter vrije slag strandde zij in de halve finale.
1912: Moore, Fletcher, Speirs, Steer ·
1920: Woodbridge, Schroth, Guest, Bleibtrey ·
1924: Donnelly, Ederle, Lackie, Wehselau ·
1928: Lambert, Osipowich, Saville, Norelius ·
1932: Johns, Saville, McKim, Madison ·
1936: Selbach, Wagner, den Ouden, Mastenbroek ·
1948: Corridon, Kalama, Helser, Curtis ·
1952: I. Novák, Temes, É. Novák, Szőke ·
1956: Fraser, Leech, Morgan, Crapp ·
1960: Spillane, Stobs, Wood, von Saltza ·
1964: Stouder, de Varona, Watson, Ellis ·
1968: Barkman, Gustavson, Pedersen, Henne ·
1972: Babashoff, Barkman, Kemp, Neilson ·
1976: Peyton, Sterkel, Babashoff, Boglioli ·
1980: Krause, Metschuck, Diers, Hülsenbeck ·
1984: Johnson, Steinseifer, Torres, Hogshead ·
1988: Otto, Meißner, Hunger, Stellmach ·
1992: Haislett, Martino, Thompson, Torres ·
1996: Martino, Van Dyken, Fox, Thompson ·
2000: Van Dyken, Shealy, Thompson, Torres ·
2004: Mills, Lenton, Thomas, Henry ·
2008: Dekker, Kromowidjojo, Heemskerk, Veldhuis ·
2012: Coutts, C. Campbell, Elmslie, Schlanger ·
2016: McKeon, Elmslie, B. Campbell, C. Campbell ·
2020: B. Campbell, Harris, McKeon, C. Campbell ·
2024: O'Callaghan, Jack, McKeon, Harris